# Boeing 2707

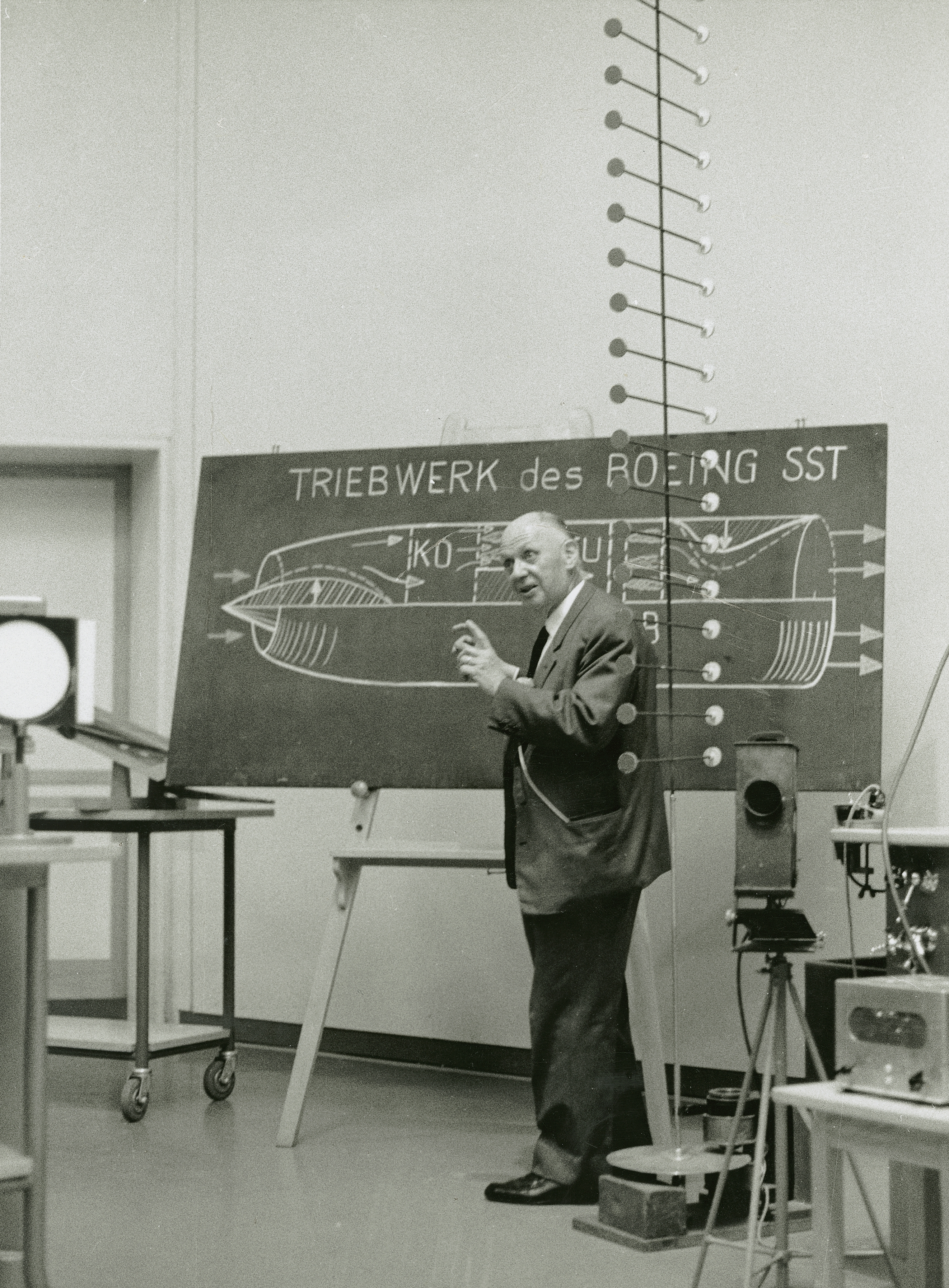
Jakob Ackeret (Professor und Leiter des Instituts für Aerodynamik an der ETH Zürich) stellt in einer Vorlesung das Triebwerk des Boeing SST vor (Zürich, Juli 1967)

Die Boeing Model 2707 (bis September 1966 Model 733) war das Projekt eines Überschall-Verkehrsflugzeugs des US-amerikanischen Herstellers Boeing.

## Geschichte
Boeings Forschungsarbeiten im Bereich des zivilen Überschallflugs begannen 1952, wurden aber nach kurzer Zeit wieder eingestellt, als klar wurde, dass die Kosten für die Konstruktion und Herstellung eines entsprechenden Prototyps die Möglichkeiten eines einzelnen Unternehmens weit übersteigen würden. Bis 1958 wurden lediglich Konzeptstudien durchgeführt, erst danach wurde der Projektstatus erreicht und schließlich 1966 die „Überschalltransportabteilung“ (Supersonic Transport Division) bei Boeing gegründet. Zusammen mit Boeing arbeiteten auch die NASA und andere US-amerikanische Flugzeughersteller an der Lösung der Probleme in diesem Bereich.
1963 erkannte auch die US-amerikanische Regierung, dass die Entwicklungskosten für ein Überschallverkehrsflugzeug nicht von einem einzelnen Hersteller aufzubringen sind, und kündigte deshalb einen Konstruktionswettbewerb für ein US-amerikanisches SST (Supersonic Transport) an. Die Finanzierung eines oder mehrerer Prototypen des Gewinnerentwurfs sollte danach größtenteils durch Staatsmittel erfolgen. Da kein adäquates Triebwerk für das SST verfügbar war, sollte in einem separaten Wettbewerb ein Strahltriebwerk in der 35.000- bis 40.000-lb-Klasse (156 bis 178 kN) entwickelt werden.
Gefördert wurde die Entwicklung durch staatliche Zuschüsse aus dem SCAT-Projekt (Supersonic Commercial Air Transport), das spätere SST-Projekt, das 75 % der Entwicklungskosten vorstreckte.
Konkurrenzentwürfe im SCAT-Projekt waren die Convair Modell 58-9, Douglas 2229, Lockheed L-2000 und die North American NAC-60. Die NAC-60 schied vorzeitig wegen ihres zu hohen Luftwiderstandes aus. Neben General Electric bewarben sich auch Pratt & Whitney und Curtiss-Wright um den Triebwerksauftrag. Auch Curtiss-Wright schied aus.

### Model 733
Zum Ende der ersten Phase des SST-Wettbewerbs im Januar 1964 präsentierte Boeing einen Entwurf für 150 bis 227 Passagiere, der die Werksbezeichnung Model 733 erhielt. Die vorgesehene Reisegeschwindigkeit war Mach 2,7 (etwa 2900 km/h). Die hierbei zu erwartende Aufheizung der Flugzeugzelle infolge der Luftreibung zwang die Konstrukteure dazu, für die Struktur eine Titanlegierung statt der im Flugzeugbau üblichen Aluminiumlegierung vorzusehen. Die Boeing 733 besaß einen relativ konventionellen Rumpf mit Leitwerk und vier einzelnen Triebwerken in Gondeln. Diese hatten sich unter den nicht schwenkbaren Flügelansätzen befinden sollen (ähnlich wo später bei der Rockwell B-1 oder Tupolew Tu-160 die Triebwerksgondeln für jeweils zwei Triebwerke angebracht wurden). Die Tragflächen waren schwenkbar zwischen einer Pfeilung von 74° und 20°. In der 20°-Stellung sollte das Überschallflugzeug in der Lage sein, mit den gleichen Startbahnen auszukommen, wie sie von den damaligen Interkontinentalflugzeugen benötigt wurden.

### 2707-100
Noch vor dem Ende der zweiten Phase des SST-Wettbewerbs im September 1966 überdachte Boeing die zu erwartende Wirtschaftlichkeit des bisherigen Konzepts und stellte daraufhin einen überarbeiteten, vergrößerten Entwurf vor, der nun als Model 2707 oder auch B-2707 bezeichnet wurde. Die alte Bezeichnung Model 733 wurde komplett fallengelassen. Die Schwenkflügelauslegung wurde zwar beibehalten, die Passagierkapazität aber auf über 300 Passagiere erhöht – andere Quellen geben nur 241 an – und die Triebwerke nach hinten unter die Flächen des Höhenleitwerks verlegt. Im vollständig nach hinten geschwenkten Zustand bildete das Tragwerk einen Deltaflügel. Zur Verbesserung der Langsamflugeigenschaften waren Dreifach-Spaltklappen und Nasenklappen vorgesehen.
Zur Sichtverbesserung bei Start, Landung und Rollen wurde eine absenkbare Nase eingeführt, wie sie auch bei der Concorde genutzt wurde. Zur Sicherstellung der notwendigen Bodenfreiheit wurde weiter vorne ein zweites Gelenk vorgesehen, um das Radom etwas nach oben schwenken zu können.

### 2707-200
Am 31. Dezember 1966 verkündete die Federal Aviation Agency Boeing als Gewinner des SST-Wettbewerbs und General Electric als Gewinner des Triebwerk-Wettbewerbs. Am 23. September 1969 genehmigte Richard Nixon den Bau von zwei Prototypen, wobei der Erstflug für Anfang 1973 und der Beginn der Produktion für 1973/74 als realistisch angesehen wurde. Die Zulassung sollte dann 1978 erfolgen. Da die 2707-100 im Windkanal Probleme mit der Stabilität hatte, wurde sie zur Boeing 2707-200 weiterentwickelt. Diese hatte einen längeren Rumpf und zusätzliche Entenflügel, was zu deutlichem Übergewicht führte. Die 2707-200 hätte bei 97 m Länge 292 Sitzplätze gehabt.

### 2707-300
In der Zwischenzeit hatte Boeing die Verwendung eines Schwenkflügels aus dem Konzept gestrichen und sah für die 2707-300 eine feste Deltatragfläche zusammen mit einem konventionellen Leitwerk vor. Die Tragflächenstruktur sollte von der originalen Plattenbeplankung (Maschinenbeplankung) auf eine Sandwichbeplankung umgestellt werden. Die vier Triebwerke waren in einzelnen Gondeln an der Flügelhinterkante angebracht. Dabei wurde die Maschine verkürzt. Die neue Version sollte nur noch 234 Sitze haben. Anders als die Konkurrenz von Tupolew und Concorde sollte sie am Heck über ein klassisches Leitwerk mit Höhenrudern verfügen. Die für die 2707-300 vorgesehenen General Electric GE4/J5P hätten jeweils eine Schubkraft von 290 kN mit Nachbrenner und 222 kN ohne diesen erreicht. Der Verbrauch hätte pro Triebwerk 35.000 l/h mit bzw. 14.200 l/h ohne Nachbrenner betragen.

### Programmende
1970 hatten bereits 26 Luftfahrtgesellschaften Bestellungen über insgesamt 122 Flugzeuge aufgegeben. Bevor jedoch der Bau der zwei Prototypen tatsächlich beginnen konnte, stellte der US-Kongress das Projekt am 24. März 1971 ein. Diese Beschlüsse wurden durch die Ölkrise von 1973 bestätigt, da der Passagierverkehr mit Überschallflugzeugen durch diese unrentabel wurde. Das sehr aufwendig gefertigte Vorführmodell der 2707-200 wurde verkauft und sollte in einem Vergnügungspark in Florida ausgestellt werden. Nachdem der vordere Teil des Modells einige Jahre im Hiller Aviation Museum ausgestellt war, wurde er im Jahr 2013 vom Museum of Flight erworben und befindet sich zurzeit in dessen Restaurationsabteilung.
Das Smithsonian besitzt noch ein General-Electric-GE4-Turbojet-Triebwerk.

## Konstruktion
Bei der geplanten Reisegeschwindigkeit von ca. Mach 2,7 erhitzt sich der Rumpf durch die Luftreibung auf über 200 °C, sodass Aluminium als strukturtragender Werkstoff nicht mehr verwendbar ist. Die Maschine sollte daher aus einer Titanlegierung bestehen und außerdem eine doppelte Rumpfhülle erhalten, um die Gefahr einer Dekompression in den Flughöhen von bis zu 21.000 Metern zu reduzieren.

## Bestellungen
- Pan American World Airways: 15
- Trans World Airlines: 10
- Air France: 6
- Alitalia: 6
- American Airlines: 6
- British Overseas Airways Corporation: 6
- Qantas Airways: 6
- United Airlines: 6
- Japan Airlines: 5
- Lufthansa: 4
- Northwest Airlines: 4
- Air India: 3
- Continental Airlines: 3
- CP Air: 3
- Delta Air Lines: 3
- Eastern Air Lines: 3
- Iberia: 3
- KLM Royal Dutch Airlines: 3
- World Airways: 3
- Aer Lingus: 2
- Aeroméxico: 2
- Braniff International Airways: 2
- El Al: 2
- Pakistan International Airlines: 2
- Trans International Airlines: 2

## Technische Daten
| Daten                            | 2707-100   | 2707-200   | 2707-300        |
| -------------------------------- | ---------- | ---------- | --------------- |
| Passagiere                       | 292–350    | 292        | 200–300         |
| Länge                            |            | 96,93 m    | 85,34 m         |
| Spannweite                       |            |            | 43,18 m         |
| Höhe                             |            |            | 15,24 m         |
| Nutzlast                         |            |            | 22.185 kg       |
| Max. Startmasse                  | 306.200 kg | 306.200 kg | 306.200 kg      |
| Reisegeschwindigkeit             | Mach 2,7   | Mach 2,7   | Mach 2,7        |
| Reiseflughöhe                    |            |            | 18.300–21.340 m |
| Steigleistung                    |            |            | 1.100 m/min     |
| Reichweite mit 234 Passagieren   |            |            | 5.900 km        |
| Treibstoffverbrauch im Reiseflug |            |            | 56.000 l/h      |